# Катков, Георгий Фёдорович
Георгий Фёдорович Катков (1919—1989) — советский конструктор, Герой Социалистического Труда (1961).

## Биография
Георгий Катков родился 30 июля 1919 года в Саратове. Сестра Галина (род. 1923). 
Окончил десять классов школы и Московский энергетический институт. С весны 1941 года работал сначала в конструкторском бюро, затем на оборонном заводе. Участвовал в боях Великой Отечественной войны с 1942 года. Весной 1944 года Катков был отозван с фронта и направлен на работу в Москву, в НИИ-627. Занимал в НИИ должности начальника группы, отдела, направления.
С 1955 года Катков работал главным инженером завода № 699 (впоследствии — завод «Машиноаппарат») и одновременно был Главным конструктором бортового электрооборудования ракетных и космических аппаратов. При его непосредственном участии разрабатывалось большое количество различных электромеханических устройств для ракетно-космической отрасли, в том числе электродвигателей, преобразователей, реле, датчиков, электроприводов и т. д. Разработанные Катковым и его коллективом устройства серийно производились на пятнадцати предприятиях СССР и применялись практически во всех баллистических ракетах, ракетах-носителях, искусственных спутниках, космических аппаратах, боевых ракетах.
Указом Президиума Верховного Совета СССР от 17 июня 1961 года за «выдающиеся заслуги в создании образцов ракетной техники и обеспечение успешного полёта советского человека в космическое пространство» Георгий Катков был удостоен высокого звания Героя Социалистического Труда с вручением ордена Ленина и медали «Серп и Молот».
С 1964 года Катков руководил заводом «Машиноаппарат», а с 1984 года работал во Всесоюзном научно-исследовательском институте электромеханики.
Скончался 7 марта 1989 года, похоронен на Новодевичьем кладбище Москвы.
Лауреат Ленинской премии. Был награждён орденами Октябрьской Революции, Трудового Красного Знамени, Отечественной войны 2-й степени и Красной Звезды, рядом медалей.